# Psidium nummularia
Psidium nummularia là một loài thực vật có hoa trong Họ Đào kim nương. Loài này được (C.Wright ex Griseb.) C.Wright miêu tả khoa học đầu tiên năm 1868.